# Liber Liber
Liber Liber – włoskie stowarzyszenie non-profit, które zajmuje się promocją bezpłatnego dostępu do dóbr kultury. Zostało założone 28 listopada 1994. Założycielami organizacji są Marco Calvo (obecny prezes), Gino Roncaglia, Paolo Barberi, Fabio Ciotti oraz Marco Zela. W projektach realizowanych przez Liber Liber uczestniczy rzesza wolontariuszy.
Stowarzyszenie prowadzi portal internetowy, na którym nieodpłatnie udostępniane są zbiory e-booków, plików audio i innych.

## Realizowane projekty

### Progetto Manuzio
Bezpłatna biblioteka cyfrowa, która swą nazwę bierze od nazwiska typografa renesansowego Aldo Manuzia. Zawiera setki tekstów przede wszystkim z klasyki literatury włoskiej oraz niektóre dzieła współczesnych literatów, udostępnione za ich pozwoleniem.

### LiberGNU
Przy współpracy z istniejącym w sieci projektem GNUtemberg szuka się najlepszych darmowych edytorów e'booków, również poprzez zaangażowanie się w tworzenie takich aplikacji.

### LiberScuola
Projekt ma na celu udostępnianie w sieci materiałów dydaktycznych, które bezpłatnie mogą być wykorzystywane przez nauczycieli i uczniów (schematy lekcji, sprawozdania z przeprowadzonych zajęc lekcyjnych, bibliografie, listy adresów stron internetowych, pomoce dydaktyczne, monografie).

### LiberMusica
Cybernetowa biblioteka muzyczna umożliwiająca słuchanie tysięcy plików audio. Są to przede wszystkim utwory muzyki poważnej.

### Open Alexandria
Projekt powstający przy współpracy z Wikimedia Foundation i niektórymi uniwersytetami z Półwyspu Apenińskiego. Ma na celu tworzenie, katalogowanie i rozpowszechnianie darmowych plików multimedialnych w sieci.

### Libro parlato
Organizowanie bazy z darmowymi plikami audio zawierającymi teksty czytane przez aktorów i wolontariuszy. Możliwość ściągania tych plików w formacie MP3.

### Libri liberi
Projekt mający na celu wymianę/uwalnianie księgozbioru na danym terytorium (bookcrossing).